# Малевич Володимир Анатолійович
Володимир Анатолійович Малевич (рос. Владимир Анатольевич Малевич; 2 липня 1985, м. Зея, Росія) — російський хокеїст, захисник. Виступає за «Донбас» (Донецьк) в Українській хокейній лізі. Майстер спорту. 
Вихованець хокейної школи «Зміна» (Тинда). Виступав за «Крила Рад-2» (Москва), «Хімволокно» (Могильов), «Нафтохімік» (Нижньокамськ), «Мечел-2» Челябінськ, «Трактор» (Челябінськ), ХК «Липецьк», «Хімік» (Воскресенськ), «Металург» (Жлобин), «Витязь» (Чехов), «Атлант» (Митищі), «Торпедо» (Нижній Новгород), ХК «Сочі», «Югра» (Ханти-Мансійськ), «Рубін» (Тюмень), «Амур» (Хабаровськ), «Арлан» (Кокшетау), «Сєвєрсталь» (Череповець).

## Досягнення
- Срібний призер чемпіонату Росії серед команд вищої ліги (Д2)
- Бронзовий призер чемпіонату СЄХЛ (2004).